# Equipotentiaalvlak

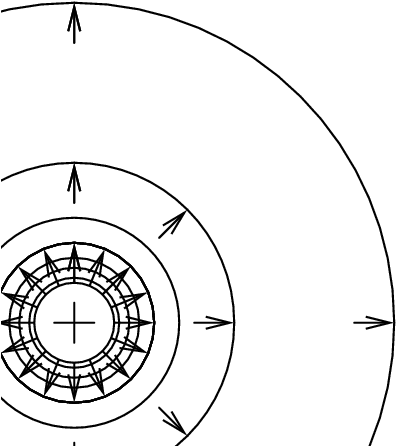
Bolvormig equipotentiaalvlakken om een elektrische lading

Een equipotentiaalvlak of correcter: equipotentiaaloppervlak is een oppervlak door punten met een gelijke potentiaal, dat wil zeggen met dezelfde potentiële energie in een potentiaalveld. Een potentiaalvlak staat overal loodrecht op de veldlijnen van het potentiaalveld. Een potentiaalveld is een scalair veld. Het verloop van een equipotentiaalvlak kan met equipotentiaallijnen worden weergegeven.

## Elektrische potentiaal
Bij elektriciteit is het equipotentiaalvlak een vlak door punten met een gelijke elektrische potentiaal, de elektrische spanning tussen twee punten in het vlak is daarom per definitie nul. De arbeid die nodig is om een geladen deeltje van één punt naar een ander in het veld te bewegen is nul.
Ideale geleiders zijn equipotentiaalvlakken, omdat elk potentiaalverschil dankzij de oneindig hoge geleidbaarheid onmiddellijk zou verdwijnen.

## Gravitatiepotentiaal
Bij de zwaartekracht, bijvoorbeeld de aantrekkingskracht van de Aarde, is een equipotentiaalvlak, in dit geval ook geoïde of geopotentiaalvlak genoemd, een vlak dat punten met gelijke zwaartekrachtspotentiaal verbindt. De verandering in drie ruimtelijke dimensies, de gradiënt in de zwaartekracht komt met de valversnelling overeen. Op één equipotentiaalvlak kan de waarde van de gravitatieversnelling verschillend zijn: zo is bij de polen de gravitatieversnelling groter dan op de evenaar. Een geoïde wordt soms gebruikt om de topografische hoogte uit te drukken, maar in België wordt hiervoor de Tweede Algemene Waterpassing gebruikt en in Nederland het Normaal Amsterdams Peil